# Cinquantenario della morte di Manzoni
Il Cinquantenario della morte di Manzoni è una serie di francobolli emessa dalle Poste del Regno d'Italia nel 1923, come emissione commemorativa del cinquantesimo anno dalla morte di Alessandro Manzoni.

## Notizie storiche
L'emissione della serie fu richiesta dal Comitato a favore delle celebrazioni che intendeva ricavare dalla vendita un'edizione economica dei Promessi Sposi da distribuirsi nelle scuole. Il primo decreto di emissione venne firmato da Vittorio Emanuele III il 2 settembre 1923 ma tale documento non riportava il numero di valori da emettere, i soggetti raffiguranti le vignette e le tirature previste. Alcuni filatelisti come Alberto Diena, figlio del più celebre Emilio Diena, dalle pagine della rivista "Corriere Filatelico" fecero notare come tale pratica potesse favorire una speculazione ai danni dei collezionisti.
Il 29 dicembre 1923 la serie fu emessa e venduta solo presso gli uffici filatelici di Milano e di Roma. Il pubblico aveva diritto di acquistare non più di due serie complete a testa. Rinunciando all'acquisto del valore da 5 lire era possibile comprare tre serie e facendo a meno anche del valore da 1 lira si poteva acquisire quattro serie. Con un decreto postumo e pubblicato il 20 gennaio 1924 fu reso noto che il termine ultimo di corso era fissato per il 28 gennaio, ovvero a solo un mese di distanza.
Il Comitato promotore venne autorizzato a mettere in vendita privatamente le 28.000 serie che aveva ricevuto a titolo gratuito e per finanziare le celebrazioni. La vendita poteva svolgersi dal 29 gennaio 1924 al 28 febbraio del 1926 e le rimanenze sarebbero state vendute direttamente dal Ministero delle poste e dei telegrafi per scopi collezionistici. Ma a quel punto lo scandalo suscitò l'indignazione anche nella stampa estera ed il Ministro Costanzo Ciano che si era appena insediato dovette immediatamente intervenire per far luce sugli avvenimenti.
Il primo aprile del 1924 la serie fu soprastampata anche per l'uso coloniale con le diciture: CIRENAICA, TRIPOLITANIA, ERITREA e SOMALIA. Per la Somalia fu prevista una soprastampa in valori locali.

## Notizie tecniche
- Soggetti: Pescarenico sul 10 centesimi, il Resegone sul 15 centesimi, la partenza di Lucia sul 30 centesimi, il Lago di Como sul 50 centesimi, la casa milanese di Manzoni sul valore da 1 lira e l'effigie del poeta sul 5 lire.[4]
- Tirature: 35.000 serie[4]
- Data di emissione: 29 dicembre 1923[5]
- Validità: 29 gennaio 1924[5]
- Stampa: tipografica a cura della Tipografia Petiti di Roma
- Fogli: 200 esemplari in gruppi da 50
- Dentellatura: 14 x 14 ¼ a pettine o lineare
- Filigrana: corona[5]
- Disegnatore: Nicouline per le cornici e Craffonara per le parti centrali[5]
- Incisore: Enrico Federici
- Varietà: sono noti valori del 15 centesimi non dentellati in alto o in basso o con doppia dentellatura. La doppia dentellatura e nota su tutti i tipi. Il 10 centesimi è il 5 lire sono noti con un punto di